# Alfred Robens
Alfred Robens, baron Robens of Woldingham (ur. 18 grudnia 1910 w Manchesterze, zm. 27 czerwca 1999) – brytyjski polityk i przemysłowiec, członek Partii Pracy, a następnie Partii Konserwatywnej, minister w drugim rządzie Clementa Attleego.
Był synem George’a Robensa, sprzedawcy bawełny, i Edith Robens. Przerwał naukę w wieku 15 lat i rozpoczął pracę jako chłopiec na posyłki. Później pracował w Manchester and Salford Co-operative Society, obejmując stanowisko dyrektora w wieku 22 lat. Przez kolejne lata był aktywnym działaczem związków zawodowych. W latach 1941–1945 zasiadał w radzie miejskiej Manchesteru. 9 września 1936 r. poślubił Evę Powell. Małżonkowie nie mieli własnych dzieci, tylko adoptowanego syna, Alfreda.
W 1945 r. Robens został wybrany do Izby Gmin jako reprezentant okręgu Wansbeck. Po wyborach został parlamentarnym sekretarzem w Ministerstwie Transportu, a w 1947 r. objął analogiczne stanowisko w Ministerstwie Paliwa i Mocy. Po likwidacji okręgu Wansbeck w 1950 r. Robens reprezentował Blyth. W 1951 r. został na krótko członkiem gabinetu jako minister pracy i służby narodowej.
Po przejściu Partii Pracy do opozycji Robens nadal awansował w partyjnej hierarchii. W 1955 r. został ministrem spraw zagranicznych w gabinecie cieni Clementa Attleego. W 1955 r. wystartował w wyborach na lidera laburzystów, ale przegrał z Hugh Gaitskellem. W 1956 r. utracił urząd ministra spraw zagranicznych. W 1960 r. konserwatywny premier Harold Macmillan zaproponował Robensowi stanowisko przewodniczącego Narodowej Rady Węgla (National Coal Board, NCB), na co Robens się zgodził.
Wraz z nominacją na przewodniczącego NCB w 1961 r. Robens otrzymał dożywotni tytuł parowski baron Robens of Woldingham i zasiadł w Izbie Lordów. Na stanowisku przewodniczącego realizował rządowe cięcia w wydatkach na przemysł wydobywczy. W 1966 r. doszło do katastrofy w Aberfan, gdzie usunięcie ziemi spowodowane tąpnięciem w kopalni zabiło 116 dzieci i 28 dorosłych. Robens pojawił się na miejscu katastrofy dopiero następnego dnia, gdyż wcześniej odbierał nominację na kanclerza Uniwersytetu Surrey. Odmówił też pokrycia kosztów usunięcia zniszczeń ze środków NCB. Śledztwo uznało, że winą za katastrofę należy obarczyć NCB za jego niedopatrzenia. Robens złożył wówczas dymisję ze stanowiska, ale nie została ona przyjęta. Pozostał więc na czele NCB do 1971 r.
W 1969 r. został przewodniczącym komisji bezpieczeństwa i higieny pracy. W 1966 r. został dyrektorem Banku Anglii. W latach 1971–1979 był przewodniczącym Vickersa. Po 1979 r. związał się z Partią Konserwatywną. W 1982 r. wycofał się z czynnego życia publicznego. Zmarł w 1999 r.